# یلنا کنداکاوا
یلنا کنداکاوا (به انگلیسی: Yelena Kondakova) فضانورد اهل کشور روسیه است که در ۳۰ مارس ۱۹۵۷ در میتیشچی زاده شد. وی در مأموریت سایوز تی‌ام-۲۰، ایستگاه فضایی میر، اس‌تی‌اس-۸۴ حضور داشته است.